# Симулякры
«Симулякры», в других переводах «Нечто подобное», «Симулакрон», «Подобие» (англ. The Simulacra) — научно-фантастический роман американского писателя-фантаста Филипа К. Дика, опубликованный в 1964 году издательством Ace Books. Роман изображает будущее тоталитарного общества, очевидно, во власти матриарха, Николь Тибодо. В романе затронуты такие темы как реальность и иллюзорные убеждения, как и многие другие работы писателя. Кроме того, он затрагивает нацистскую идеологию.

## История публикации
Дик первоначально опубликовал рассказ в качестве новеллы в журнале Fantastic под названием «The Novelty Act». Позже Дик расширил сюжет и назвал роман «First Lady of Earth» в 1963 году. Перед публикацией, название заменили на нынешнее. Роман был первоначально опубликован в 1964 году в мягкой обложке Ace Books. Это был один из четырех романов, выпущенных Диком в том году.

## О романе

### Концепция и предыстория романа

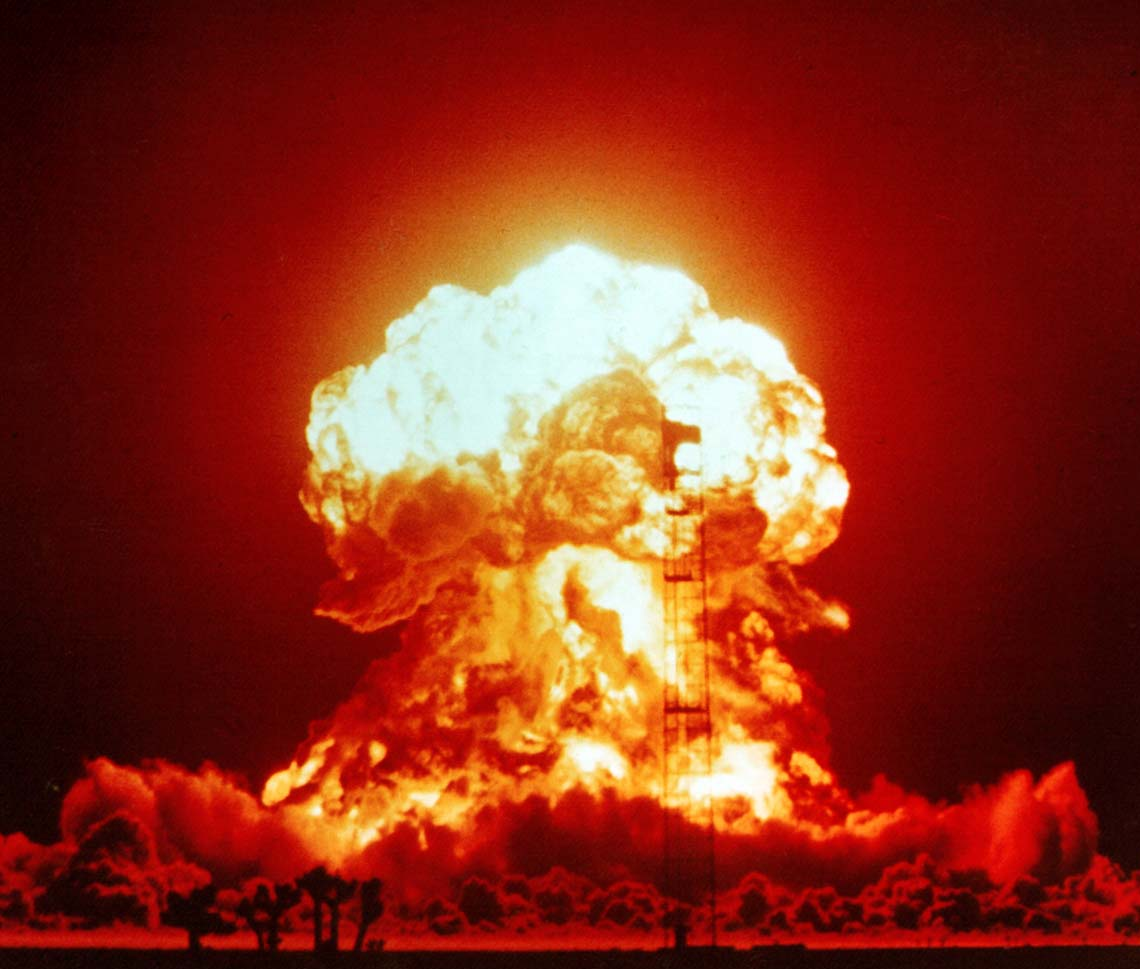
Третья мировая, упомянутая в романе, скорее всего, включала тактическое ядерное оружие

Действие романа происходит во второй половине XXI века после Третьей мировой войны. Сюжет романа — это история нескольких главных героев, которые живут в Соединённых Штатах Европы и Америки (СШЕА). СШЕА была образована путём слияния Западной Германии и Соединённых Штатов, президентом (или Дер Альте) которого является симулякр (андроид), а его подопечные в правительстве — мошенники. Помимо основной сверхдержавы в романе также есть и прочие государства, такие как Французская Империя, Китайская Народная Республика (КНР) и Свободная (Чёрная) Африка. Польша стала мировым центром коммунистической власти с её административным центром в Варшаве.
На момент действия, в мире романа уже не используются двигатели внутреннего сгорания — старые заправки кажутся героям древним пережитком прошлого. По городам курсируют такси с автопилотом и без водителя. Человечество постепенно осваивает Марс. Так как туда мало кто хочет эмигрировать, марсианские компании предлагают при переселении на Марс соседскую семью симулякров в подарок. Реклама приобрела образ надоедливых насекомых (в романе они называются «рекламыши»), а работа репортеров теперь принадлежит роботам.
Американо-немецкое общество расслоилось на «гехтов» (от немецкого Geheimnisträger — «носители тайны» (элита)) и «бефтов» (от немецкого Befehlsträger — «исполнители инструкций» (то есть профессиональные и «кустарные»)) классы. Власть политических и вещательных СМИ сильно закреплены между собой. Демократическая и Республиканская партии слились, чтобы стать «Демократическо-Республиканской партией», и сети слились в «Объединённую Триадическую сеть».
Фактическая политическая власть перешла к постоянной Первой леди Николь Тибодо, супругами которой являются ряд президентов — мужчин-Дер Альте, выбираемых американским народом. Нынешний Дер Альте, Рудольф Кальбфляйш, является симулякром. После смерти оригинальной «Николь» её роль играли четыре человеческих актрисы, последней из которых является Кейт Руперт. Это тайна (или Geheimnis), обладание которой обеспечивает присвоение статуса элиты гехта. Секретный руководящий совет контролирует СШЕА; производитель текущего симулякра-Дер Альте, оказывает некоторое влияние.

## Сюжет
Руди Кальбфляйш, которого Николь не любит, появляется только на мгновение в истории; из-за запланированного устаревания он скоро перенесёт сердечный приступ и будет заменён на нового Дер Альте. Контракт на следующий симулякр по имени Дитер Хогбейн был заключен с компанией «Фрауэнциммер Ассошиэйтс», а предыдущий подрядчик, «Карп унд Сонен Верке», недоволен этим изменением. Один из подзаголовков включает в себя подрядчика «Карп унд Сонен Верке», угрожающий разоблачением того, что было государственной тайной в течение последних пятидесяти лет.
«АГ Хеми» (могущественный фармацевтический наркокартель из Берлина) создали запрет психотерапии в соответствии с «актом Макферсона». Тем не менее, СШЕА готова позволить доктору-психотерапевту Эгону Сьюпебу продолжать лечить Ричарда Конгросяна, известного пианиста-психокинетика, который выступает в Белом доме, и который придерживается иллюзорной веры в то, что его запах тела смертелен. Конгросян может играть на пианино, используя только свои телекинетические способности; Николь Тибодо стремится держать его под контролем, как и Уайлдер Пэмброук, глава Национальной полиции (или НП), а также члены тайного Национального Совета Управления.
Бертольд Гольц, предполагаемый неофашист, по-видимому, пытается свергнуть правительство и управляет «Сыновьями Иова», религиозной милитаристской организацией. Но, оказывается, что он глава тайного руководящего совета СШЕА.
Существует подзаголовок, в котором участвуют Чарльз (Чик) Страйкрок, Винс, его брат и фирма по продаже космических кораблей (или драндулетов) колонизации известная как Чокнутый Лука, участвующая в марсианской колонизации. Марс может похвастаться инсектоидной жизнью, разумной и эмпатической папулой, в то время как Ганимед населён многоклеточными примитивными формами жизни.
По мере развития сюжета симулякр Дер Альте раскрывается как андроид, а Кейт/Николь раскрывается как самозванка, что отсеивает смысл существования для расслоения класса гехтов и бехтов. Бертольд Гольц был убит отрядом НП, как и остальные члены тайного руководящего совета. Используя телекинез, Конгросян убивает Пэмброука прежде, чем он сможет свергнуть Николь в ходе государственного переворота и телепортирует её в безопасное место — в его уединённом доме на севере Америки.
Однако корпорация «Карп унд Сонен Верке» восстают против неудавшегося переворота, и вскоре НП и вооруженные силы СШЕА вступают в гражданскую войну с активным применением маломощного ядерного оружия. Вновь появляющиеся Неандертальцы (или горбатики), счастливые таким поворотом событий, собираются возле дома Конгросяна в ожидании, что самоуничтожение Homo sapiens может дать им ещё одну возможность доминировать на Земле. Роман заканчивается прежде, чем действие заканчивается.